# PKP-Baureihe Wp29
Die Lokomotiven der Baureihe Wp29 der Polnischen Staatsbahnen (PKP) sind schmalspurige Dampflokomotiven.
Sie wurden von Ende 1928 an von der WSABP in Warschau in 21 Exemplaren für verschiedene Schmalspurbahnen in Polen gebaut. Nach dem Zweiten Weltkrieg waren noch elf Maschinen vorhanden, die die neue Baureihenbezeichnung Px29 erhielten.
Die Lokomotiven waren bis zum Ende der 1970er Jahre in Betrieb und wurden dann ausgemustert. Vier Exemplare sind in Schweden und zwei Exemplare in Polen vorhanden.

## Geschichte
Für die Schmalspurstrecken im Osten Polens baute die Warszawska Spółka Akcyjna Budowy Parowozów in Warschau eine Schmalspurdampflok für die Spurweite von 750 mm. Im Jahr 1928 entstand ein erster Prototyp, der 1929 auf Testfahrten auf ausgewählten Strecken geschickt wurde. Nachdem diese erfolgreich waren, kaufte das Verkehrsministerium des Landes die Lokomotive und bestellte weitere 20 Exemplare davon. Zunächst erhielten sie die Baureihenbezeichnung Wp29 mit nicht fortlaufender Nummerierung.
Die Lokomotive stellt die Weiterentwicklung einer Tenderlokomotive dar, die als Typ W-3-A bezeichnet wurde und 1927 zum Einsatz kam. Die Lokomotiven waren bei den Personalen aufgrund ihres ruhigen Laufs und ihrer einfachen Bedienung und Wartung geschätzt.

## Einsätze während des Zweiten Weltkrieges
Mit Beginn des Zweiten Weltkrieges wurden zehn Lokomotiven der Serie an die SŽD gegeben und besonders im Baltikum eingesetzt. In der UdSSR ist keine Lokomotive erhalten.
Elf Lokomotiven, die im Schmalspurnetz in Kujawien eingesetzt wurden, wurden von der Deutschen Reichsbahn übernommen und erhielten die Betriebsnummern 99 2574–2584. Sie wurden weiterhin auf dem Schmalspurnetz eingesetzt.

## Px 29
In Polen erhielten die DR-Lokomotiven ab 1945 die neue Baureihenbezeichnung Px 29 mit den Betriebsnummern 1701–1711. Die meisten Px 29 wurden bis Ende der 1970er Jahre durch Streckenstilllegungen und die fortschreitende Verdieselung auch der Schmalspurbahnen abgestellt; lediglich die Px 29-1708 war bis 1983 im Einsatz.
Erhalten sind die beiden Px 29 1704 (wartet auf Hauptuntersuchung) und 1708 bei der Museumsbahn in Sochaczew sowie die Px 29 1701, 1705 und 1710 (Hillestorp) und die 1702 (Växjö) in Schweden.

## Konstruktion
Die Zweizylinder-Lokomotiven haben Heißdampfantrieb sowie einen Schlepptender. Der Antrieb erfolgt bei der vierfach gekuppelten Lokomotive auf die dritte Achse. Der zweite Kuppelradsatz hatte geschwächte Spurkränze, der vierte Radsatz war seitenverschiebbar ausgeführt. Die Regelung der Dampfmaschine übernahm eine Heusinger-Steuerung.
Der Kessel besaß eine Feuerbüchse aus Kupfer. Auf der Geraden konnten sie einen Zug mit 300 t Gewicht mit einer Geschwindigkeit von 25 km/h befördern. Durch die Verwendung des Tenders erhöhte sich der Aktionsradius auf 65 Kilometer, ohne Wasser nachzufüllen.